# IC 615
IC 615 је спирална галаксија у сазвјежђу Лав која се налази на листи објеката дубоког неба у Индекс каталогу.
Деклинација објекта је + 11° 4' 50" а ректасцензија 10h 27m 21,9s. Привидна величина (магнитуда) објекта IC 615 износи 14,1 а фотографска магнитуда 14,9. IC 615 је још познат и под ознакама UGC 5665, MCG 2-27-20, CGCG 65-41, NPM1G +11.0240, PGC 30751.